# 黄穰
黄穰（?—?），东汉后期庐江郡人，反汉起事首领。
光和三年（180年）庐江郡黄穰等人反汉起事，连结江夏郡等地的蛮族势力，多达十余万，攻陷了四个县。汉灵帝任命陆康为庐江太守。陆康就任后，赏罚分明，击破了黄穰等，庐江郡、江夏郡蛮族等其它残余也纷纷归降。